# 1109
Високе Середньовіччя •  Золота доба ісламу •  Реконкіста •  Хрестові походи •  Київська Русь

## Геополітична ситуація
Візантію очолює Олексій I Комнін (до 1118). Генріх V є королем Німеччини (до 1125), Людовик VI Товстий став королем Франції (до 1137).
Апеннінський півострів розділений: північ належить Священній Римській імперії, середню частину займає Папська область, південна частина півострова окупована норманами. Деякі міста півночі: Венеція, Піза, Генуя, мають статус міст-республік.
Південь Піренейського півострова захопили Альморавіди. Північну частину півострова займають християнські Кастилія, Леон (Астурія, Галісія), Наварра та Арагон, Барселона. Королем Англії є Генріх I Боклерк (до 1135), королем Данії Нільс I (до 1134).
У Київській Русі княжить Святополк Ізяславич (до 1113). У Польщі триває боротьба за владу між князями Збігнєвом та Болеславом. На чолі королівства Угорщина стоїть Коломан I (до 1116).
На Близькому сході існують держави хрестоносців: Єрусалимське королівство, Антіохійське князівство, Едеське графство. Сельджуки окупували Персію та Малу Азію, в Єгипті владу утримують Фатіміди, у Магрибі панують Альморавіди, у Середній Азії правлять Караханіди, Газневіди втримують частину Індії. У Китаї продовжується правління династії Сун. На півдні Індії домінує Чола. В Японії триває період Хей'ан.

## Події
- Після смерті Альфонсо VI королевою Кастилії стала його донька Уррака. Вона одружилася з королем Арагону Альфонсо I.
- Поляки на чолі з Болеславом Кривовустим завдали кількох поразок військам Священної Римської імперії.
- Хрестоносці взяли Триполі та Бейрут. Утворилося графство Триполі.
- Правитель Альморавідів Алі ібн Юсуф влаштував публічне спалення книг аль-Газалі в Кордові.
- Спроба Альморавідів відбити в християн Толедо завершилася невдачею.
- Угорський король Коломан I остаточно ліквідував Нітранське князівство.